# Athyrium elatius
Athyrium elatius là một loài dương xỉ trong họ Athyriaceae. Loài này được Link mô tả khoa học đầu tiên..
Danh pháp khoa học của loài này chưa được làm sáng tỏ. 